# Kirsten Böttner
Kirsten Böttner (* 13. Mai 1963 in Bremen) ist eine deutsche Politikerin (Bündnis 90/Die Grünen). Sie war von 1999 bis März 2007 politische Geschäftsführerin des Landesverbandes Berlin.

## Leben
Böttner begann ihre politische Laufbahn 1979 in der Anti-AKW-Bewegung. Zum Studium der Publizistik, Skandinavistik und Geographie an der FU, wechselte sie 1983 nach Berlin. Während des Studiums war sie freie Journalistin und Mitherausgeberin der Steglitzer Stadtteilzeitung „Kreisel“, 1984–85 auch Mitarbeiterin des Projekts „Nyksund“ –
Internationale Begegnungsstätte für Jugendliche in Nordnorwegen. Von 1988 bis 1999 war sie Geschäftsführerin von Bündnis 90/Die Grünen in Steglitz, seit 1989 auch Mitglied von Bündnis 90/Die Grünen. Von 1999 bis 2007 war sie politische Geschäftsführerin des Berliner Landesverbandes.
Im Dezember 2006 kandidierte Böttner gegen die Amtsinhaberin Steffi Lemke um das Amt der Politischen Geschäftsführerin der Bundespartei von Bündnis 90/Die Grünen auf der Bundesdelegiertenversammlung in Köln, unterlag mit 22,4 gegen 72,3 %.
Mit Beschluss vom 24. Februar 2007 hat der Landesparteitag von Bündnis 90/Die Grünen in Berlin eine Satzungsänderung beschlossen, die das Amt der Politischen Geschäftsführerin abschafft. Böttner selbst plante nach eigenen Angaben, wieder für dieses Amt bei den im März anstehenden Landesvorstandswahlen zu kandidieren.
| Personendaten    | Personendaten                                |
| ---------------- | -------------------------------------------- |
| NAME             | Böttner, Kirsten                             |
| KURZBESCHREIBUNG | deutsche Politikerin (Bündnis 90/Die Grünen) |
| GEBURTSDATUM     | 13. Mai 1963                                 |
| GEBURTSORT       | Bremen                                       |